# Taurus PT92
Taurus PT92 je pištolj koji koristi streljivo kalibra 9x19mm Parabellum a proizvela ga je brazilska industrija oružja Taurus u bivšoj Berettinoj tvornici u São Paulu.
Pištolj je nastao kao licencna inačica talijanskog pištolja Beretta 92. Tako je izvorni PT92 bio u potpunosti identičan s Berettinim originalom te je brazilska kopija bila mnogo jeftinija od talijanskog modela.
Ostale inačice Taurusa PT92 uključuju model PT99 (s podesivim stražnjim ciljnikom), kompaktni PT92C, PT917C te inačice PT100 i PT101 (koriste streljivo kalibra .40 S&W).
PT92 je imao nekoliko izmjena dizajna (sredina 1980-ih, početak i kraj 1990-ih te sredina 2000-ih) još od kada se počeo proizvoditi sredinom 1980-ih. Neke značajke pištolja M9A1 (američka vojna nadogradnja inačice Beretta 92F) također su prenesene na Taurus PT92.
Dok su okviri od 15 metaka bili dugo vremena standard za PT92, Taurus je počeo proizvoditi i okvire kapaciteta 17 metaka kako bi oružje imalo istu vatrenu moć kao Glock 17. Također, dostupni su i okviri s 30 metaka.

## Inačice
- PT92: osnovna inačica s fiksnim stražnjim ciljnikom koja koristi tvorničke okvire kapaciteta 10, 15 i 17 metaka.
- PT99: model s podesivim stražnjim ciljnikom te je kompatibilan s okvirima od PT92.
- PT917C: kompaktna inačica s fiksnim ciljnikom. Koristi okvire od 17 i 19 metaka s time da su okviri od 19 metaka prošireni za jedan inč. Ovaj model može koristiti standardne okvire od PT92.
- PT100: inačica koja koristti streljivo kalibra .40 S&W. Ima fiksni čelični ciljnik te koristi okvire kapaciteta 10 i 11 metaka.
- PT101: inačica koja koristti streljivo kalibra .40 S&W. Pištolj ima podesiv stražnji ciljnik te je kompatibilan s okvirima modela PT100.

## Korisnici
- Brazil: PT92 je standardno oružje brazilske vojske, vojne policije i Força Nacional de Segurança Pública. Koristi ga i Batalhão de Operações Policiais Especiais (BOPE - specijalni odred vojne policije u Rio de Janeiru). Pištolji su u vojnoj službi poznati pod nazivom M975.[1]
- Dominika
- Dominikanska Republika: pištolj je u uporabi dominikanske mornarice.
- Grenada

## Vanjske poveznice
- Web stranica proizvođača za američko tržište
- PT-92AR  Arhivirana inačica izvorne stranice od 24. kolovoza 2011. (Wayback Machine)
- PT 917C  Arhivirana inačica izvorne stranice od 23. listopada 2013. (Wayback Machine)